# Laskowice Pomorskie

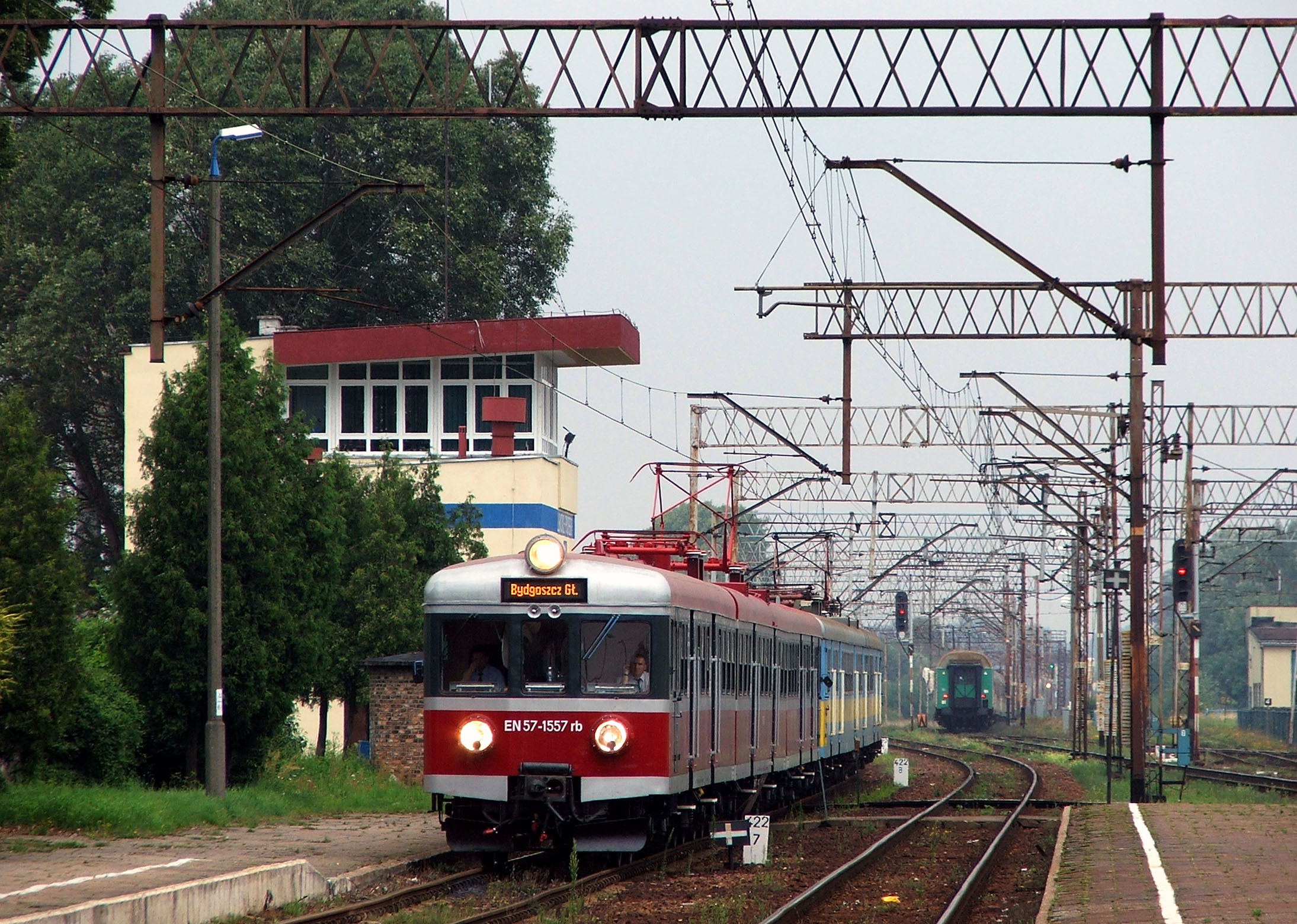
Stacja Laskowice Pomorskie EN57-1557 jako pociąg Os. Gdansk Gł. – Bydgoszcz Gł

Laskowice Pomorskie – stacja kolejowa w Laskowicach, w województwie kujawsko-pomorskim, w Polsce. Według klasyfikacji PKP ma kategorię dworca lokalnego. Jest ważnym węzłem kolejowym.

## Ruch pasażerski
| Rok  | Wymiana pasażerska na dobę |
| ---- | -------------------------- |
| 2017 | 1000                       |
| 2022 | 1400                       |
| 2023 | 1300                       |
| 2024 | 1400                       |

## Historia
Przez krótki czas po zakończeniu wojny funkcjonował tu ważny punkt przeładunkowy repatriantów z Kresów Wschodnich.

## Połączenia
Przez Laskowice Pomorskie przejeżdżają pociągi Arrivy, Polregio oraz PKP Intercity.

## Infrastruktura
Na stacji znajduje się trzystanowiskowa lokomotywownia, która np. w 1934 jako Stacja Trakcyjna podlegała Oddziałowi Mechanicznemu w Tczewie; w 1941 jako Lokbf Laskowitz podległa Zakładowi Kolejowemu Bydgoszcz Gł. (Bw Bromberg Hbf).

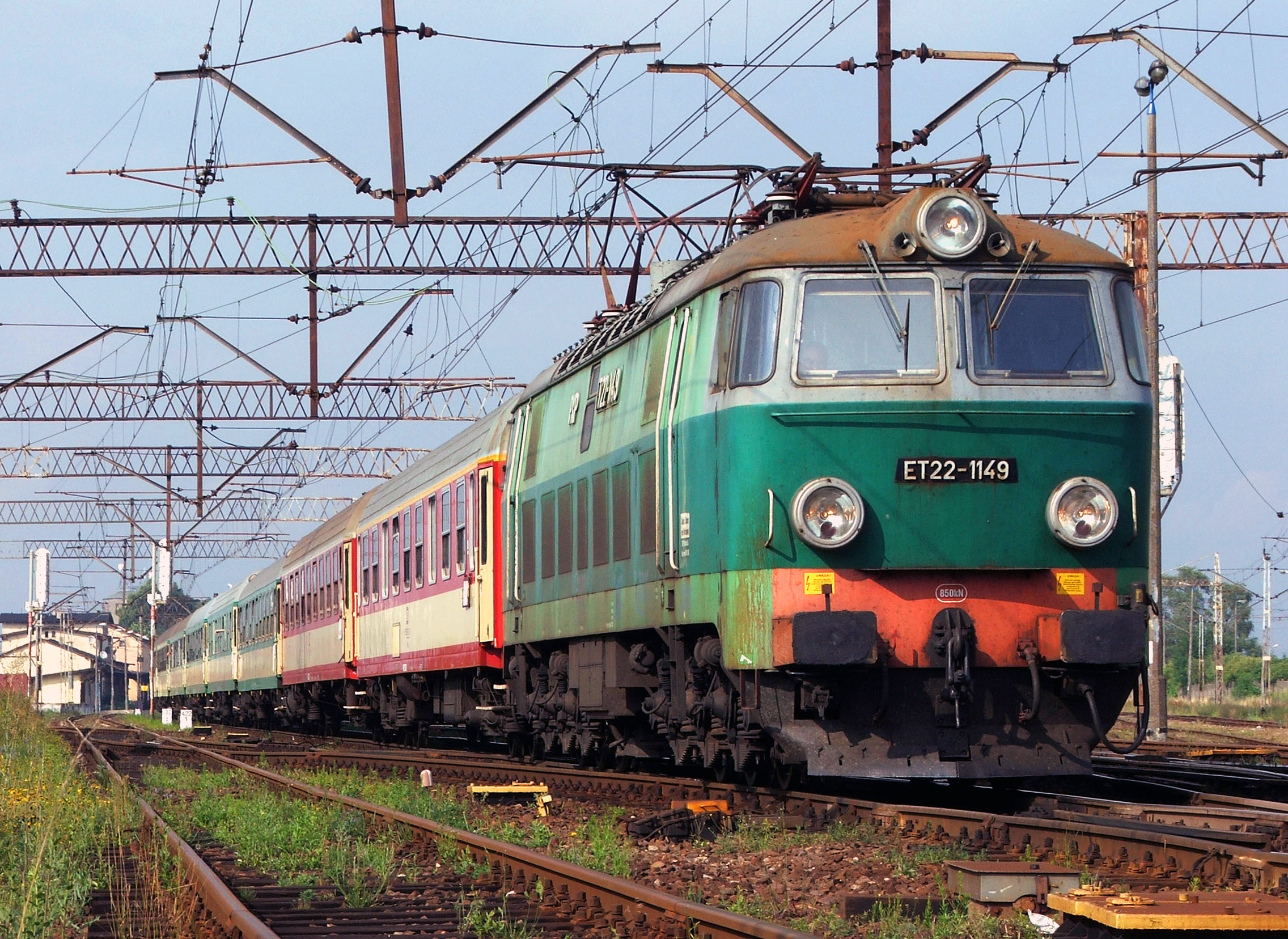
Laskowice Pom. ET22-1149 pociąg pospieszny Piast Gdynia Gł. – Wrocław Gł.